# Namibiana gracilior
Espèce
Synonymes
- Glauconia gracilior Boulenger, 1910
- Leptotyphlops gracilior (Boulenger, 1910)

Namibiana gracilior est une espèce de serpents de la famille des Leptotyphlopidae.

## Répartition
Cette espèce se rencontre en Afrique du Sud et en Namibie.

## Description
L'holotype de Namibiana gracilior mesure 230 mm dont environ 20 mm pour la queue. Cette espèce a le corps très fin de couleur brun noirâtre.

## Étymologie
Son nom d'espèce, dérivé du latin gracilis, « fin », lui a été donné en référence à sa morphologie.

## Publication originale
- Boulenger, 1910 : A revised list of the South African reptiles and batrachians, with synoptic tables, special reference to the specimens in the South African Museum, and descriptions of new species. Annals of the South African Museum, vol. 5, p. 455-538 (texte intégral).